# Lotus angustissimus
Espèce
Lotus angustissimus, le Lotier à gousses très étroites ou Lotier grêle, est une espèce de plantes à fleurs de la famille des Fabaceae.
C'est une plante herbacée trouvée notamment en France.

## Distribution
En France : région méditerranéenne, Sud-Ouest et Ouest.

## Description

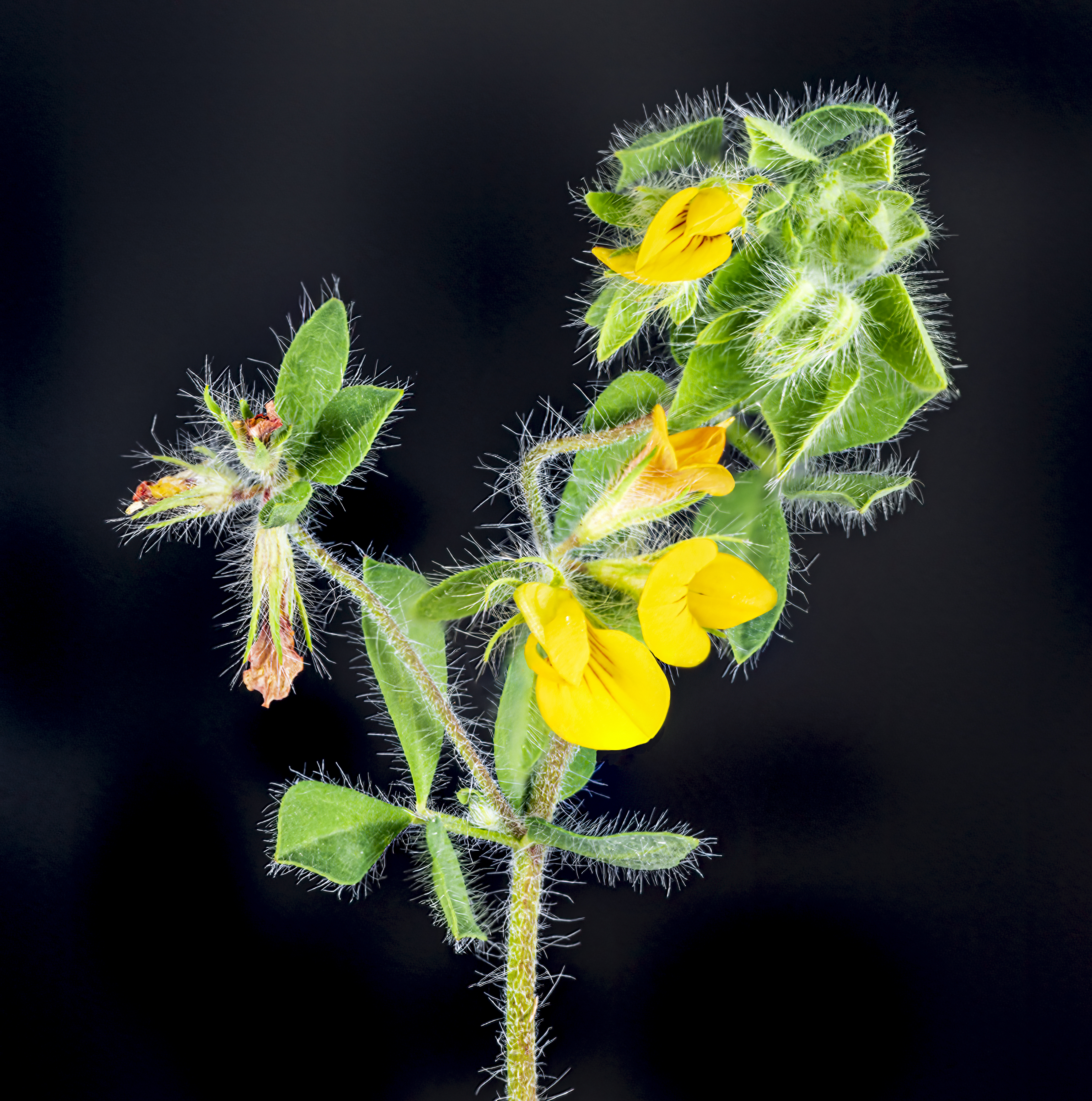
Fleurs et feuilles
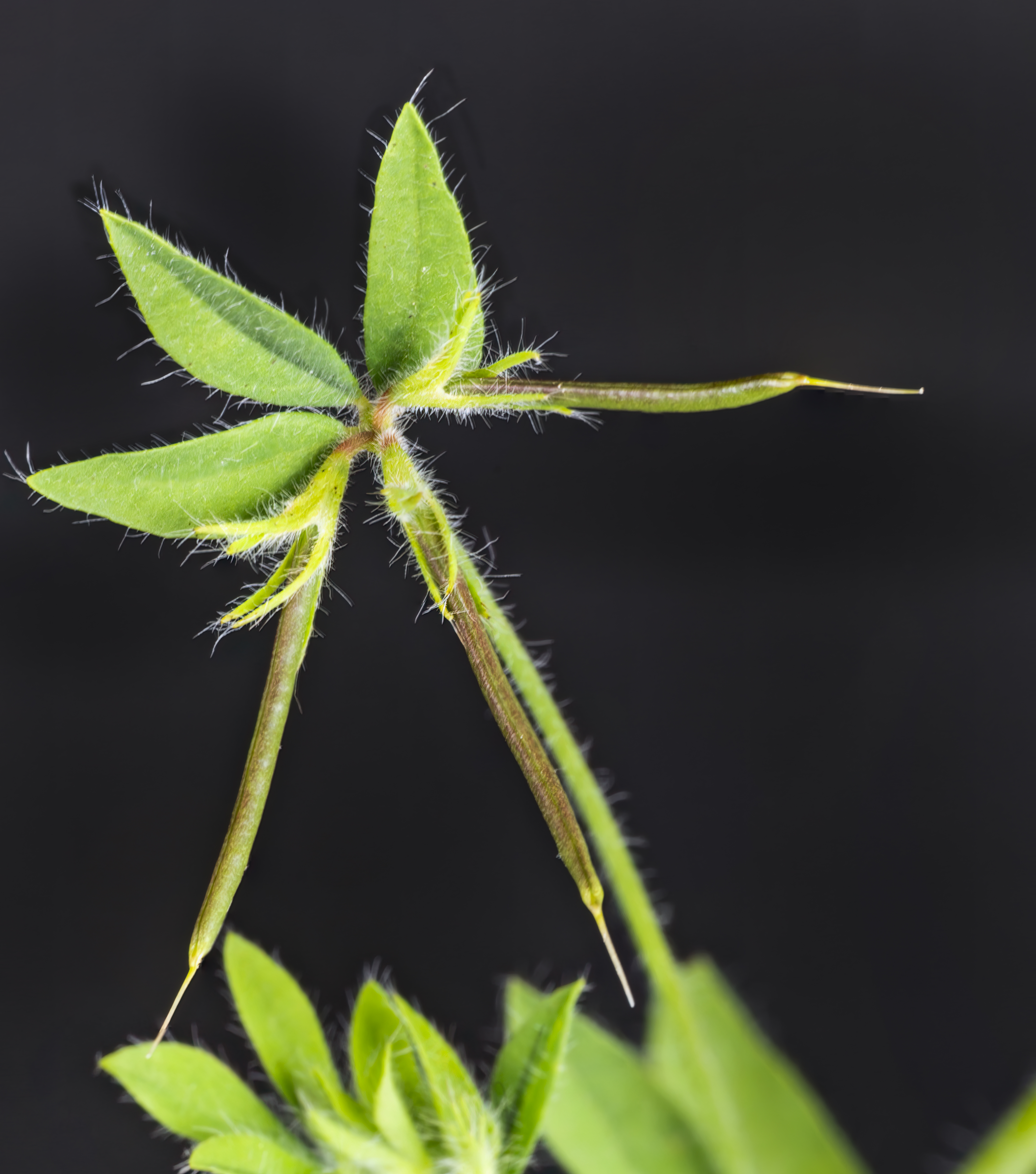